# Irapuan Lima
Irapuan Barros de Lima (Fortaleza, 1 de agosto de 1927 – Aracati, 4 de maio de 2002), mais conhecido como Irapuan Lima, foi um radialista e apresentador de TV brasileiro.

## Carreira
Irapuan Lima começou sua carreira na Rádio Iracema, em 1949. Posteriormente foi apresentador de programas de auditório da TV Ceará, canal 2, em 1975. Anos depois ingressou na TV Verdes Mares e depois para a TV Cidade canal 8, onde atingiu seu auge na popularidade. Chegou a comandar seu programa de auditório, que levava seu nome, por quase 5 horas ao vivo, o maior neste formato na América Latina durante a década de 80. O Programa Irapuan Lima ficou por 17 anos no ar, de 1975 a 1992.
Sua irreverência, as referências as “Irapuetes”, suas companheiras de palco, e seus bordões tornaram Irapuan Lima um dos mais importantes apresentadores de programas de auditório da TV cearense. Recebeu o apelido de “Chacrinha do Norte”.